# Lorraine Sisco

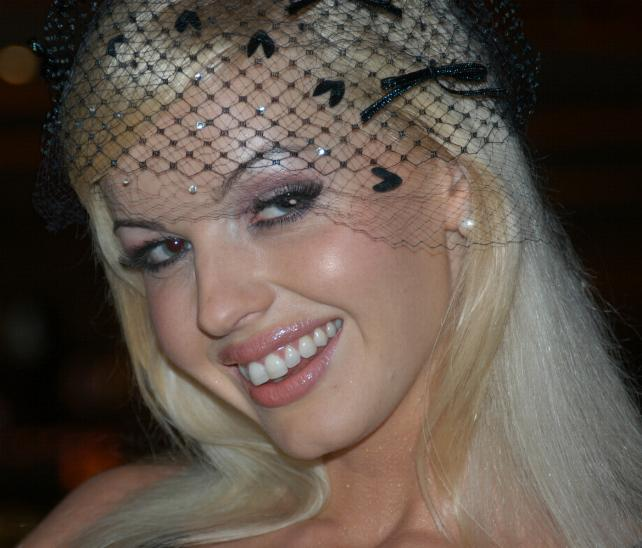
Lorraine Sisco, 2005

Lorraine Sisco (auch: Lorraine Spaughton oder Tallgoddess, * 14. Juni 1978 in Kettering, Northamptonshire) ist eine deutschstämmige Pornodarstellerin, Regisseurin und Produzentin von Erotikfilmen. Sie wurde in England geboren und wuchs in Deutschland auf. Lorraine Sisco lebt seit 2003 in Los Angeles und ist seit 2006 als Produzentin und Regisseurin unter Vertrag bei Michael Ninns US-amerikanischer Produktionsfirma Ninn Worx.

## Biographie
Lorraine Sisco arbeitete Ende der 1990er Jahre als Model für Dessous, Bikinis, erotische Fotografie, Kalender, Bücher und Erotikmagazine in Deutschland, den USA und England.
Sie übernahm eine kleine Rolle im Musikvideo zu My Band des Rappers Eminem und trat als Gast in der US-amerikanischen Fernsehshow The Howard Stern Show auf.
Im Jahr 2004 arbeitete sie mit Regisseur Andrew Blake in Close-Ups, einem Softcorepornofilm. Close-Ups ist seit seiner Veröffentlichung ein Bestseller. 2007 führte Sisco bei ihrer ersten Produktion für den amerikanischen Fernsehkanal Playboy TV Regie.

## Filmografie

### Als Regisseurin
- The Super Divas Diary (2005)
- Women on Top Vol. 1 (2005)
- Women on Top Vol. 2 (2005)
- Women on Top Vol. 3 (2005)
- Clique (2006)
- The Catalyst (2006)
- Crescendo (2006)
- Aperture (2006)
- Facade (2007)
- Soaking Wet Perversions (2007)

### Als Produzentin
- The Super Divas Diary (2005)
- Women on Top Vol.1 (2005)
- Women on Top Vol.2 (2005)
- Women on Top Vol.3 (2005)
- Clique (2006)
- The Catalyst (2006)
- Crescendo (2006)
- Fem L’Amour (2006)
- Aperture (2006)
- Silent Night (2006)
- Facade (2007)
- Filth Factory (2007)
- Through Her Eyes (2007)
- Meet Heather (2007)
- Innocence : Brat (2007)
- House of Jordan (2007)
- Fem Staccato (2007)
- Innocence : Rebel (2007)
- A Capella (2007)
- Sophia (2007)
- House of Perez (2007)
- Meet Kayden (2007)
- Meet Brea (2007)
- Meet Nikki (2007)
- Minutes to Midnight (2007)